# Els singles
Els singles (en español: Los sencillos)es el sexto disco publicado por la banda de rock catalán Sau y el primer álbum recopilatorio en su trayectoria discográfica con diez canciones recopiladas de su anterior disco de estudio, El més gran dels pecadors (El más grande de los pecadores).
Únicamente se extrajo un sencillo promocional de dicho álbum, la canción «Això es pot salvar» (Esto se puede salvar) en 7", sin ningún tema extra en el lado B.

## Listado de canciones
- Todas las canciones fueron compuestas por Pep Sala y escritas por Pep Sala, Carles Sabater y Joan Capdevila.

1. «Tu ho esperes tot de mi» - 4:04
2. «Amb la meva ombra» - 5:49
3. «Has perdut» - 3:01
4. «Deprimit V» - 4:17
5. «Tren de mitjanit» - 3:43
6. «Això es pot salvar» - 4:32
7. «Tu encens el meu foc» - 4:52
8. «La cançó de la noia de l'altre cantó del bar» - 4:00
9. «Percentatges» - 4:31
10. «Me'n torno a Sau» - 3:55

## Créditos
| - Vocalistas - Carles Sabater y Pep Sala - Guitarristas - Pep Sala, Phil Manzanera, Ian Levantt, Jordi Mena - Bajista - Josep Sánchez - Saxo - Dani Nel·lo - Baterista - Quim "Benítez" Vilaplana - Percusiones - Quim "Benítez" Vilaplana, Gerry Duffy, Keith Bessey - Piano y teclados - Ramon Altimir, Pep Sala - Coros - Carles Sabater, Pep Sala, Gerry Duffy, Ramon Altimir | Producción - Productores - Pep Sala, Keith Bessey - Grabado y mezclado entre octubre y noviembre de 1991 en "El Camión" (Vilanova de Sau) y en los estudios Metropolis (Londres) - Publicado por EMI Odeon en 1992 |